# Numa Pompilius
Numa Pompilius är en möjligtvis verklig person som enligt traditionen var Kungariket Roms andre kung (715 f.Kr.–672 f.Kr.). Eventuella historiska fakta är dock förvrängda av de legender och berättelser som omger honom.

## Biografi
När Romulus dog år 716 f.Kr. fanns det ingen efterträdare utsedd. Senaten ska då ha tagit makten tills en ny kung valdes. Till ny kung valdes Numa Pompilius på grund av sin vishet och rättrådighet.
Enligt legenden kom Numa från staden Cures i sabinernas rike och efterträdde Romulus som romersk kung. Numa var i motsats till Romulus inte någon krigare utan en fredsfurste som framförallt ägnade sig åt religionen. Med hjälp av vattennymfen Egeria som var hans älskade grundade han och utformade den romerska religionen och organiserade dess prästerskap och de romerska prästkollegierna samt fastställde dagarna för det religiösa festerna. I legenden förklaras också hur Roms religiösa institutioner och vissa av de grundläggande statliga inrättningarna var gudomligt inspirerade. 
Egerias källa låg i Dianas lund i Aricia (nuvarande Ariccia på Albanobergens sydsluttning i Italien) men hon dyrkades också i Rom i en källa utanför stadsmuren vid Porta Capena i den lund som var helgad åt camenerna.
Numa byggde bland annat Janusbågen, Vestatemplet och Regia, ”kungsträdgården” på Forum Romanum. Han anses också ha reformerat den romerska kalendern och infört januari och februari som årets 11:e och 12:e månad.
Numa Pompilius fick de tolv heliga sköldarna ancilia som salierna (Roms präster) bar vid Marsfesterna. Enligt en legend hade alla tolv sköldarna fallit ner från himlen, men enligt en annan hade en sådan sköld svävat ner till Numas fötter när han befann sig i camenernas lund. En röst hade förkunnat att Rom skulle bestå och vara mäktigare än andra så länge den skölden fanns. Kungen lät då smeden Mamurius med gudomlig hjälp göra elva sköldar exakt likadana som den första, för att försvåra att denna rövades bort. Sköldarna förvarades Mars kapell i Regia där salierna hämtade dem för sina ceremonier.
Numa hade även infört vissa världsliga sedvänjor som alltid hade gudomliga sanktioner. Dit hörde fördelningen av jorden, varigenom romarna vants vid ett civiliserat levnadssätt och tillträdet till romerskt medborgarskap. Numa hade nämligen skapat hantverkskollegierna och givit även deras medlemmar medborgarskap. I Rom kunde således även de som inte ägde jord vara medborgare, något som inte var självklart i alla antika stater. Men romarna ansåg att det hörde till statens ursprungliga inrättningar.
Numa Pompilius var ännu under kejsartiden en förebild för en fredsälskande furste. Marcus Aurelius ansågs härstamma från honom. Men man förklarade också Numas visdom med att han varit lärjunge till den grekiske filosofen Pythagoras. Det senare vederlägger dock sig själv eftersom Pythagoras måste antas ha levat betydligt senare (cirka 570 f.Kr.–497 f.Kr.). 
Numa Pompilius efterträddes vid sin död av Tullus Hostilius.

## Eftermäle
Asteroiden 15854 Numa är uppkallad efter  honom.